# Điện mặt trời Sông Giang
Điện mặt trời Sông Giang là nhà máy điện mặt trời xây dựng trên vùng đất hai xã Cam Thịnh Đông và Cam Thịnh Tây, TP. Cam Ranh tỉnh Khánh Hòa, Việt Nam .
Điện mặt trời Sông Giang có công suất lắp máy 50 MW, khởi công tháng 11/2018, hoàn thành tháng 5/2019. Nhà máy có diện tích hoạt động 60 ha, sản lượng điện năng hàng năm khoảng hơn 80 triệu kWh.
Đây là nhà máy điện mặt trời đầu tiên xây dựng ở tỉnh Khánh Hòa.